# Сан Просперо (Равена)
Сан Просперо је насеље у Италији у округу Равена, региону Емилија-Ромања.
Према процени из 2011. у насељу је живело 74 становника. Насеље се налази на надморској висини од 52 м.